# Podbreže
Podbreže este o localitate din comuna Sežana, Slovenia, cu o populație de 40 de locuitori.